# Let Cubana de Aviación 972
Let Cubana de Aviación 972 byl vnitrostátní let s pasažéry letící 18. května 2018 z letiště José Martího v kubánské Havaně do zhruba 700 km vzdáleného města Holguín na východě země. Letoun Boeing 737-200 se zřítil krátce po startu do městské části Santiago de las Vegas, asi dva kilometry jihovýchodně od letiště. Těžce poškozený stroj začal po pádu hořet. Na palubě bylo 110 osob, 104 pasažérů a šest členů posádky (dva piloti, palubní mechanik a tři letušky).
Z trosek se podařilo vyprostit pouze čtyři živé lidi, muže a tři ženy, všechny s vážnými zraněními. Muž po převozu do nemocnice svým zraněním podlehl, ženy setrvaly v kritickém stavu v nemocnici.
V zemi byl od šesti hodin ráno 19. května do půlnoci 20. května vyhlášen smutek, vlajky na státních budovách a vojenských objektech byly staženy na půl žerdi.

## Příčina nehody
Příčina nehody zatím není jasná. 
Kubánská národní letecká společnost Cubana de Aviación musela z bezpečnostních důvodů některá ze svých starších letadel nedlouho před nehodou vyřadit. Havarovaný Boeing 737-200 si pronajala od mexické letecké společnosti Global Aerolineas Damojh. Letoun byl téměř 39 let starý a létal pro sedm dalších aerolinií.